# Conchita Leeflang
Conchita Leeflang là một nữ diễn viên, ca sĩ và người mẫu người Suriname.

## Tiểu sử
Sinh ra ở Paramaribo, Suriname, Leeflang là con gái của Frank Leeflang, là Bộ trưởng Bộ Nội vụ và Tư pháp và là Thủ tướng tạm thời của Suriname. Leeflang đã chuyển đến Brussels, Bỉ khi còn rất trẻ tuổi, nơi Leeflang là đại sứ. Leeflang là người đa ngôn ngữ, nói được tiếng Anh, tiếng Hà Lan, tiếng Pháp, tiếng Đức, tiếng Tây Ban Nha, tiếng Suriname và tiếng Ý.
Bà là ca sĩ, người mẫu và là diễn viên sân khấu trong rất nhiều năm cho đến khi bà chuyển đến Los Angeles bằng một hợp đồng người mẫu và bà quyết theo đuổi sự nghiệp truyền hình và phim ảnh. Leeflang đã được đào tạo chuyên nghiệp về kịch và hài kịch bởi huấn luyện viên diễn xuất Aaron Speiser của bà. Một vài vai diễn của bà trong Super Spy, Sliders, Baywatch, The X Show, The call of a Siren, The Women of the Tropics và De Vrouw van Jerry (Dutch).
Leeflang là một nghệ sĩ thu âm trong nhiều năm ở châu Âu, nơi bà có 2 album được chứng nhận vàng. Bà cũng đã tham gia vào nhiều dự án khác nhau: song ca với Plastic Bertrand, Black Kiss The Bang Gang cùng nhiều người khác. Năm 2004, phim gài liệu The Youngest Guns đã dubgf bài hát "This is My Life" của bà. Conchita tham gia casting vào Nederlandse Hollywood Vrouwen với vai diễn một trong bốn người phụ nữ trong mùa hai tập 8, sau khi xuất hiện trong mùa một được phát sóng trên net5. Các diễn viên tham gia casting còn lại là Inge, Yolanda Foster và Myrthe Mylius.
Leeflang có mối quan hệ với ca sĩ Kid Rock trong khoảng hơn 1 năm.
Leeflang là mẹ của một đứa trẻ: bé gái tên London Victoria. Với sự cảm hứng của con gái mình đã đến từ một dòng quần áo mà Conchita là CEO.
Năm 2014, Conchita Leeflang trở thành tác giả khi phát hành quyển sách "Travel the world with London Victoria." Trong đó, bà miêu tả các nước trên thế giới với góc nhìn của con gái bà. Cuốn sách dành cho trẻ em này dựa trên một phần đời thực, và một số nhân vật là hư cấu. 

## Tác phẩm

### Danh sách đĩa nhạc
- Conchita Leeflang "Hoshana, Don't fade away" (1988)
- Black Kiss Featuring Conchita, Jump on the floor
- Black Kiss Featuring Conchita, Fun Boy' (1990)
- Black Kiss Featuring Conchita, Time out (1990)
- Club Control feat. Plastic Bertrand, 'House Machine (1991)
- Bang Gang* Featuring Conchita, Bang Gang Night (1995)
- Conchita Leeflang* This is my life (2004)
- Conchita Leeflang* Broken Wings (2014) Cover from Mr. Mister

### Danh sách phim
- 1998: Sliders (Secretary, episode "Virtual Slide")
- 2000: The Cheapest Movie Ever Made (Bond girl)
- 2003: Performing as... (Tina Turner)
- 2004: Super Spy (Stephanie)
- 2006: Unbeatable Harold (Ursula)
- 2012: "Nederlandse Hollywood vrouwen"